# Parafango
Parafango, Wortkürzel aus Paraffin und Fango (italienisch: fango = Schlamm, heilender Schlamm). Heilerden-Schlämme werden auch Peloide (griechisch: pelos = Schlamm) genannt. Daher auch Peloidtherapie, deren heilende Wirkung vor allem der lokalen Erwärmung und dadurch erhöhten Durchblutung zugeschrieben wird. Die Parafangotherapie ist eine alternative Methode der Wärmetherapie zur traditionellen Fango-Therapie italienischen, historisch sogar römischen Ursprungs.

## Unterschiede zu Fango
Eine Packung aus Mineralschlamm (Fango) vulkanischen Ursprungs wird nur einmal direkt auf die Haut aufgetragen und danach abgespült und entsorgt. Beim Parafango werden die Inhaltsstoffe und Mineralstoffgemische in etwa gleichen Teilen mit Paraffin gemischt. Man stellt eine cm-dicke, biegsame, plastisch verformbare Platte her, die mit einer Temperatur von ca. 50 °C auf die entsprechende Körperstelle aufgelegt und eventuell angepresst wird.

## Vorteile – Nachteile
Die Parafangopackungen können nach der Anwendung bei 130 °C eingeschmolzen und dadurch sterilisiert werden. Danach ist eine neuerliche Verwendung, 20–30 mal, möglich. Die heilende Wärmewirkung wird, abgesehen von möglichen Kontaktdefiziten, die die Wärmeübertragung reduzieren können, kaum beeinträchtigt.
Ein wesentlicher Vorteil ist der Kostenfaktor wegen des geringeren Materialverbrauchs. Außerdem kann das notwendige Duschen nach der Behandlung mit Fangoschlamm entfallen, ein Vorteil vor allem für Kur- und Wellnessbetriebe.
Nachteilig ist die geringere Modellierfähigkeit insbesondere bei Applikation im Hals-Nackenbereich. Bei sachgerechter Wiederaufbereitung ist ein „Auslaugen“ bei mehrfacher Verwendung nicht zu befürchten.